# Caribisch openbaar lichaam
Een Caribisch openbaar lichaam of bijzondere gemeente is een openbaar lichaam als bedoeld in artikel 132a van de Nederlandse Grondwet. De naam 'Caribisch openbaar lichaam' wordt alleen gebruikt in de nieuwe titel van hoofdstuk 7 van de Grondwet (‘Provincies, gemeenten, Caribische openbare lichamen, waterschappen en andere openbare lichamen’). In andere artikelen in de Grondwet wordt gesproken over: openbare lichamen, bedoeld in artikel 132a.
Er zijn er drie: Bonaire, Sint Eustatius en Saba. Ze vormen samen Caribisch Nederland.

## Bestuur
Het bestuurscollege is het dagelijks bestuur van een Caribisch openbaar lichaam. Het bestuurscollege bestaat uit een gezaghebber en eilandgedeputeerden. De volksvertegenwoordiging bestaat uit een eilandsraad, die elke vier jaar door inwoners van het Caribische openbare lichaam wordt gekozen.

## Artikel 132a van de Grondwet
Het nieuwe artikel 132a van de Grondwet luidt:
1. Bij de wet kunnen in het Caribische deel van Nederland andere territoriale openbare lichamen dan provincies en gemeenten worden ingesteld en opgeheven. [De drie openbare lichamen Bonaire, Sint Eustatius en Saba waren er al, en hoefden niet opnieuw te worden ingesteld. Ze kregen alleen deze nieuwe grondwettelijke basis.]
2. De artikelen 124, 125 en 127 tot en met 132 zijn ten aanzien van deze openbare lichamen van overeenkomstige toepassing. [Hoewel het nergens wordt vermeld, is het de bedoeling dat overal waar in deze artikelen burgemeester, college van burgemeester en wethouders, gemeenteraad en gemeentelijke verordening staat, gelezen wordt: gezaghebber, bestuurscollege, eilandsraad en eilandsverordening.]
3. In deze openbare lichamen worden verkiezingen gehouden voor een kiescollege voor de Eerste Kamer. Artikel 129 is van overeenkomstige toepassing.
4. Voor deze openbare lichamen kunnen regels worden gesteld en andere specifieke maatregelen worden getroffen met het oog op bijzondere omstandigheden waardoor deze openbare lichamen zich wezenlijk onderscheiden van het Europese deel van Nederland.

## Problematiek rondom het openbaar lichaam ex art. 134 GW
Sinds 10 oktober 2010 zijn de drie eilanden Bonaire, Sint Eustatius en Saba en de omliggende territoriale zee als openbare lichamen zoals bedoeld in artikel 134 van de Grondwet ingericht. Dit grondwetsartikel bepaalt dat bij of krachtens wet openbare lichamen voor beroep en bedrijf en andere openbare lichamen kunnen worden ingesteld en opgeheven.
Artikel 134 is niet bedoeld om territoriale bestuurslichamen te creëren voor gebieden die niet gemeentelijk en/of provinciaal zijn ingedeeld, maar er werd toch voor deze oplossing gekozen omdat inpassing als (gewone) gemeente (art. 123 GW) niet wenselijk werd beschouwd en zonder grondwetswijziging was artikel 134 de enige (echte) mogelijkheid om de eilanden in het Nederlandse staatsbestel op te nemen. In het verleden is het artikel ook al gebruikt voor het instellen van tijdelijke territoriale bestuurslichamen, zoals het Openbaar Lichaam Zuidelijke IJsselmeerpolders.
Voor de lange termijn wordt een openbaar lichaam ex art. 134 door de regering niet geschikt bevonden voor besturen van gebieden binnen Nederland, omdat de grondwettelijke waarborgen voor het bestuur van gemeenten en provincies ontbreken. Zo is voor gemeenten en provincies bijvoorbeeld zowel wettelijk (in de Gemeente- en Provinciewet) als grondwettelijk (art. 125 GW) bepaald dat vergaderingen van gemeenteraden en Provinciale Staten in beginsel openbaar zijn. In de openbare lichamen Bonaire, Sint Eustatius en Saba is de openbaarheid van eilandsraadsvergaderingen alleen wettelijk (in de WolBES) geregeld.